# Mount Bower
Mount Bower är ett berg i Antarktis. Det ligger i Östantarktis. Nya Zeeland gör anspråk på området. Toppen på Mount Bower är 2 610 meter över havet.
Terrängen runt Mount Bower är kuperad söderut, men norrut är den platt. Trakten är obefolkad. Det finns inga samhällen i närheten. 